# Den ropandes källa i Lehi
Den ropandes källa i Lehi för törstande kvinnor och män var en tidigare variant av psalmsången med text och musik av Ida Björkman från 1905.  Texten omarbetades senare till Guds källa har vatten tillfyllest för törstande kvinnor och män, men fortfarande 1925 återgavs den ursprungliga texten i Ungdomsstjärnan. Texten vilar på Domarboken 15: 19. Psalmen har fyra 4-radiga verser och sjungs i D-dur 3/4-dels takt.
| ” | Då lät Gud fördjupningen i Lehi öppna sig, och därur gick ut vatten, så att han kunde dricka; och hans ande kom tillbaka, och han fick liv igen. Därav kallades källan Den ropandes källa i Lehi, såsom den heter ännu i dag. | „ |

## Publicerad i
- Ungdomsstjärnan som nr 145 musikhäftet 1925 (13:e upplagan).
- Kom 1930 som nr 33 under rubriken "Väckelse och omvändelse".
- Segertoner 1930 som nr 369